# 埃德加·巴雷托
埃德加·巴雷托（西班牙語：Édgar Barreto；1984年7月15日—）是一位巴拉圭足球運動員。在場上的位置是中場。他現在效力於荷兰足球乙级联赛球隊NEC奈梅亨。他是巴拉圭足球運動員迭戈·巴雷托的弟弟。